# 安達謙蔵
安達 謙蔵（あだち けんぞう、旧字体：安達󠄁 謙󠄁藏、1864年11月22日（元治元年10月23日） - 1948年（昭和23年）8月2日）は、大正時代から昭和時代初期の日本の政党政治家。位階は従三位。号は漢城。
日本の二大政党の雄であった立憲民政党の幹部であったが、第2次若槻内閣が機能不全に陥った時に立憲政友会との大連立工作を仕掛けたことにより、若槻内閣の崩壊、ひいては憲政の常道の放棄、日本の敗戦の遠因を作ることとなった。

## 来歴

### 国士として
熊本藩士・安達二平の長男として生まれる。のち佐々友房が熊本市に設立した学校・済々黌で学ぶ。
1894年（明治27年）、朝鮮国で東学党の乱が勃発すると佐々友房の指示で朝鮮半島に渡る。宝田釜山総領事の薦めで邦字新聞『朝鮮時報』、井上馨公使の協力で諺文新聞『漢城新報』を発行。社長兼新聞記者として日清戦争にも従軍した。
井上に代わり駐韓公使となった三浦梧楼の朝鮮王妃閔妃殺害計画に参加し、1895年（明治28年）、在韓の熊本県出身者を率いて乙未事変を実行。中心メンバーとして投獄されるがその後釈放される。

### 選挙の神様

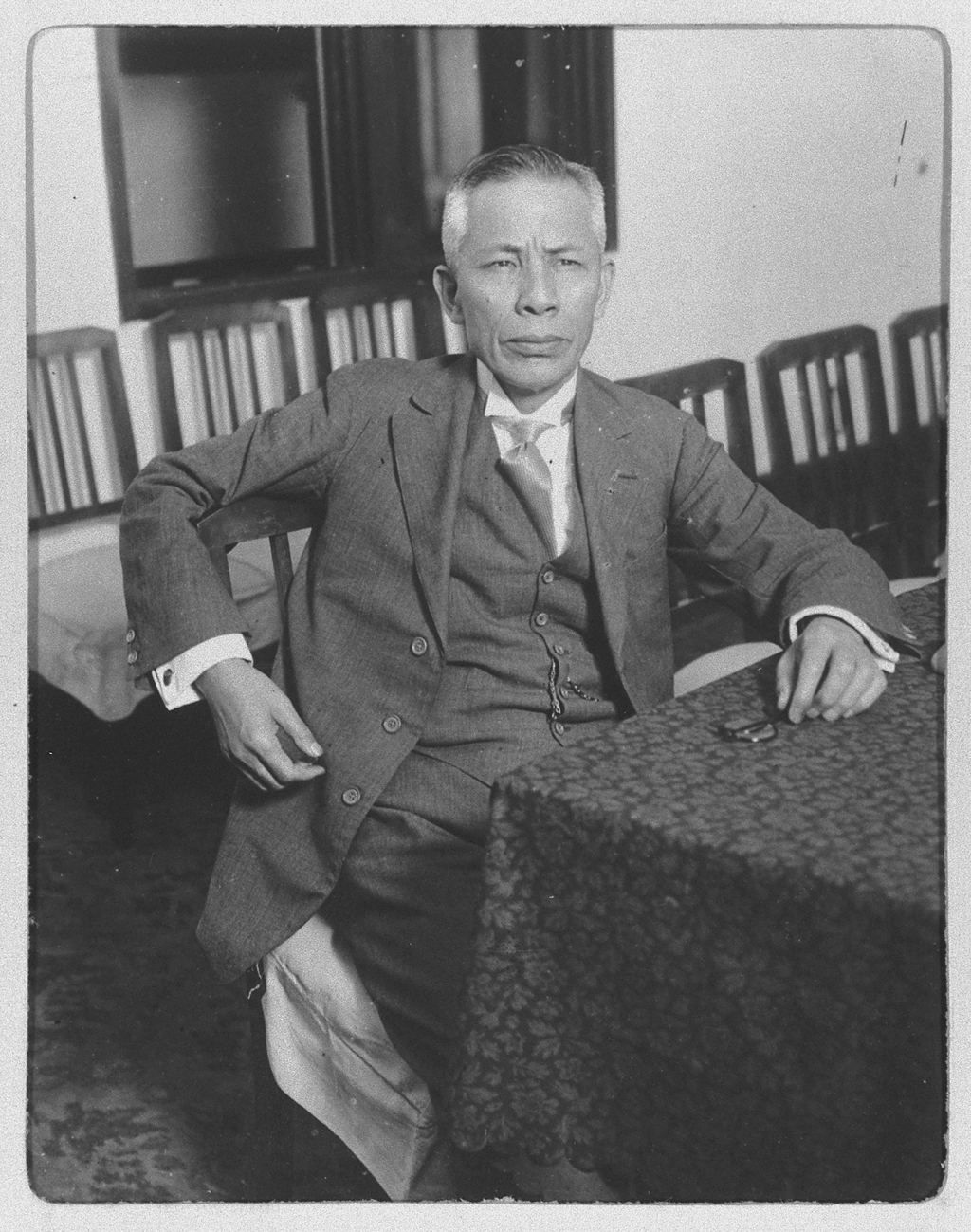
1926年（大正15年）頃

熊本に戻ると佐々友房とともに熊本国権党を結党、1896年（明治29年）に党務理事に就任。1902年（明治35年）の第7回総選挙で初当選して政治の世界に足を踏み入れ、以後14回連続当選する。1914年（大正3年）第2次大隈内閣が実施した第12回総選挙で与党立憲同志会の選挙長を務めて大勝し、徳富蘇峰から「選挙の神様」と評された。
立憲同志会の後身・憲政会にも在籍し、加藤高明憲政会単独内閣で逓信大臣に就任した。第1次若槻内閣においても逓相を務め、さらに内相の濱口雄幸が病気になると内相の職務も代行し、1926年（大正15年）暮に予定されていた総選挙への準備を進めた。ところが12月25日に大正天皇が崩御し、皇太子の裕仁親王が即位した（昭和天皇）ため解散は延期。翌1927年（昭和2年）1月、かねてから議会運営に苦慮していた若槻首相が代替わりを理由に三党首合意により総選挙の先送りを図ったため、濱口と共にこれに反対した。若槻内閣の総辞職が近いことを知った安達は、政友会に政権を渡さないために野党第二党の政友本党の床次竹二郎との提携を図ったが（憲本連盟）、4月に金融恐慌で経営危機に陥った台湾銀行を救済するための緊急勅令案を枢密院が否決したために若槻内閣が倒れると、政友会の田中義一内閣が成立し、安達らの目論見は頓挫した。そこで憲政会は政友本党と合併し民政党が成立することになる。
江木翼など党外人を含む官僚派が主導していた民政党において、安達はこれに対抗する党人派を代表する存在であり、総務の重鎮だった。1928年（昭和3年）の第16回総選挙でも民政党が下野した際に免職となった元内務官僚で組織した選挙監視隊を全国に派遣するなど辣腕を振るい、政友会に1議席差に迫る勝利を上げた。普通選挙の導入により党人の威信は向上し、中野正剛や永井柳太郎らを束ねて党の主導権を争うこととなった。
1929年（昭和4年）に民政党単独政権として成立した濱口内閣では内務大臣に就任、内相として1930年（昭和5年）2月に実施した第17回総選挙を指揮した安達は民政党の候補者乱立を抑え、得票数を読んで最大の投票を出すべく調整し、273議席の圧倒的多数を獲得した。1931年4月、濱口内閣の総辞職を受けて、江木の推す井上準之助と後継を争うが、結局妥協の産物として若槻元首相が再登板する。第2次若槻内閣でも内相に留任した。

### 協力内閣運動

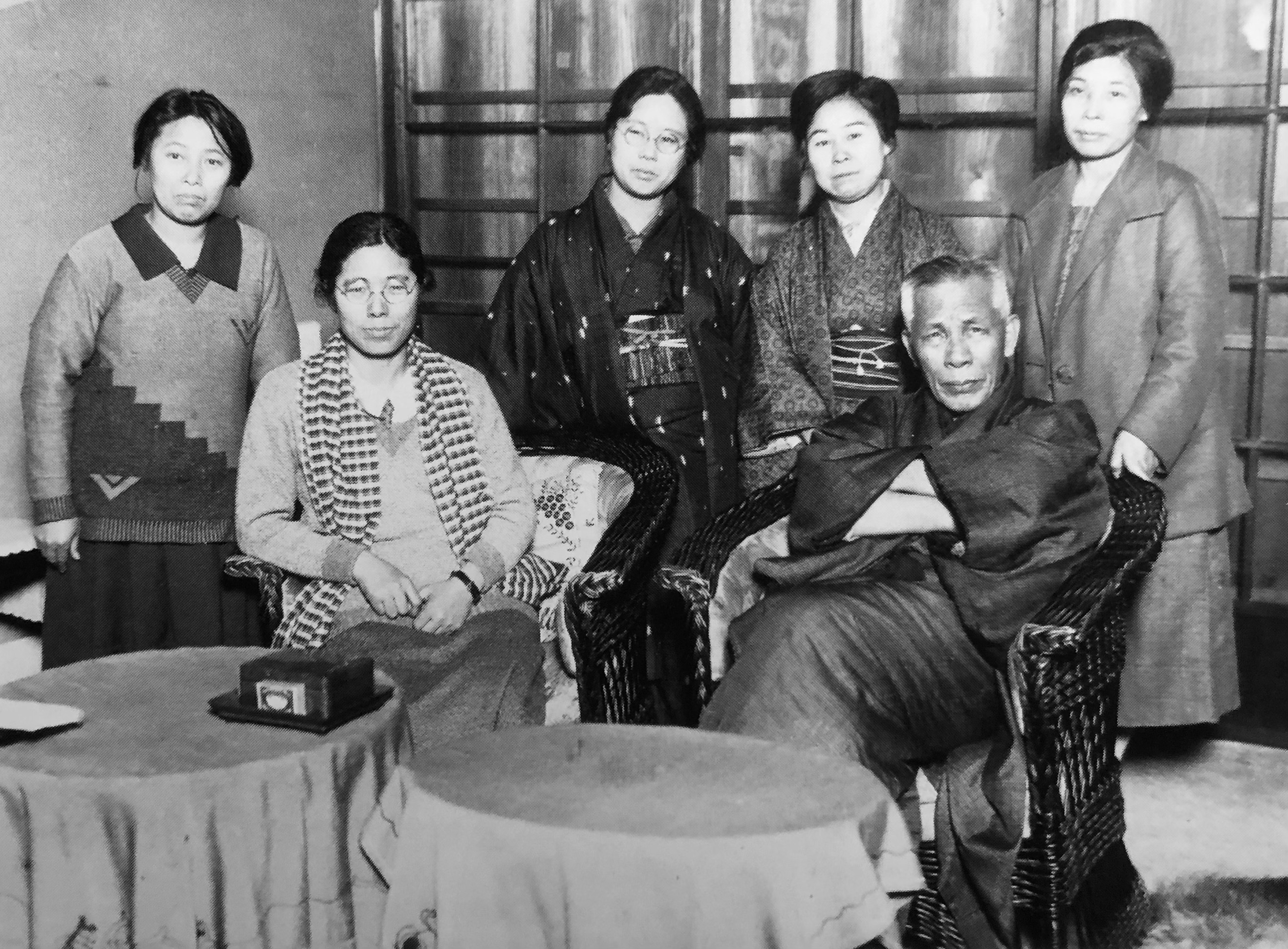
1931年2月4日、各婦人団体のメンバーが安達を訪問。政府の制限婦人公民権案の修正を求めた。左から坂本真琴、市川房枝、金子しげり、高橋千代、安達謙蔵、高木冨代。

1931年（昭和6年）9月に満州事変が勃発し、さらに10月には国内で軍部のクーデター未遂が発覚する（十月事件）。経済面でもかねてから金解禁の影響による経済悪化、さらにイギリスの金輸出再禁止に端を発するドル買問題を受けて、解決策を見出せず第2次若槻内閣は行き詰まりを見せていた。内相として軍部の不穏な動きを熟知していた安達はこうした状況に危機感を強めていた。また民政党内部でも自派の中野や永井は、幣原喜重郎外相の協調外交（幣原外交）に批判的だったこともあり、政友会と協力しあって「協力内閣」（連立内閣）を作り、軍部とも提携して挙国一致内閣で難局を切り抜いていくことを考えた。10月28日、政権運営に自信を失っていた若槻首相から事態の解決について相談を持ちかけられた安達が協力内閣構想を若槻に示すと、若槻は軍部の台頭による政治の無力化を防ぐためにも政友会との連立は必要と考えてこれに賛同した。安達は政友会の久原房之助の合意をとりつけ、協力内閣運動の声明を発表したりして、政友会総裁の犬養毅を首班とする連立内閣の成立に向けて動いた。軍部では小磯国昭、さらに西園寺にも構想を打ち明けている。政友会では松岡洋右、秋田清、前田米蔵なども当初は協力内閣構想に積極的だった。
しかし協調外交を主張する幣原外相と、緊縮財政と金解禁の維持を主張する井上準之助蔵相らの強い反対を受けると、当初は安達と同じ考えだった若槻は豹変して協力内閣の考えを捨ててしまう。また政友会内部でも森恪をはじめとする幣原外交に批判的な勢力も強く、11月10日の議員総会において金輸出の再禁止を強く求める声明が出るに至って、民政党と政策面で相容れる見込みは小さくなった。
その後も安達は協力内閣樹立の工作を続けた。12月10日、安達の腹心の富田幸次郎と久原との間で協力内閣樹立の覚書が交わされ、若槻に提出、履行を求める。しかし丁度この時、幣原外交の成果として満洲地域における関東軍の治安維持活動が認められたことから、政権浮揚の糸口をつかんだ若槻はこの提案をけり、閣議において安達を問い詰める。既に政友会から合意を得ていた安達の面目はつぶれ、引くに引けないまま安達は辞職を拒絶して自宅に引きこもってしまう。これで閣議は空転、12月11日若槻はついに閣内不一致を理由に内閣総辞職に至った。若槻は造反した安達一人を罷免しての内閣継続を目論んだが、事変勃発以降の若槻の優柔不断な態度と合わせて内閣の失政とみなした西園寺元老は、政友会の犬養毅総裁を後継に推挙、民政党は野党に転落した。
安達らの暴走によって政権の安定化の目前で政権そのものを失った若槻は、協力派の処断をするべく安達のほか富田幸次郎、松田源治、中野正剛の除名を打ち出したが、安達らは除名処分の前に脱党届を提出。次いで安達派の三浦虎雄、風見章、杉浦武雄、田中養達、簡牛凡夫、岡野龍一、由谷義治も脱党手続きを行った。

### 民政党離党後
1932年（昭和7年）、中野正剛らとともに国民同盟を結党。極東モンロー主義・統制経済を主張したが党勢を拡大することはできなかった。また、安達が若槻内閣を潰す原因となった協力内閣運動が尾を引き、同年の犬養暗殺（五・一五事件）のあと、後継首相の座を巡り政友会内で混乱が起こった末、西園寺元老は政友会を見限って非政党人の斎藤実を首相に推挙し、政党内閣制そのものが破棄されるに至った。
その後は1935年（昭和10年）に内閣審議会委員となったり、1940年（昭和15年）第2次近衛内閣で内閣参議に就任したりしたが、目立った活躍もないままにやがて国民同盟は解党して大政翼賛会に合流、その顧問となった。しかし1942年（昭和17年）の翼賛選挙には出馬せずに政界を引退。戦後は公職追放となり、不遇のうちに1948年（昭和23年）8月2日に満83歳で死去した。

## 栄典
- 1930年（昭和5年）12月5日 - 帝都復興記念章[8]
- 1938年（昭和13年）2月11日 - 金杯一個[9]

## 家族・親族
- 妻・ユキ（熊本県士族大里八郎三女）
  - 養子・董治（熊本県士族原義龍弟）
    - 夫人・範子（熊本県士族藤井敬慎四女）

  - 二女・アツ（熊本県士族藤井敬慎の長男・敏政に嫁する）

## その他
| 八聖殿（横浜市中区） |  | 三賢堂（熊本市西区） |
| 八聖殿（横浜市中区） |  | 三賢堂（熊本市西区） |

八聖殿
安達が法隆寺夢殿を模して1933年（昭和8年）に横浜市中区本牧に建立した三層楼八角形の建造物。人々の精神修養を目的として、キリスト、ソクラテス、孔子、釈迦、聖徳太子、空海、親鸞、日蓮の八聖人を祀る廟として建てられたが、現在は本牧臨海公園の一施設となり、かつて漁村であった横浜の面影を伝える郷土博物館（横浜市八聖殿郷土資料館）として、漁具などの民俗資料を展示している。
三賢堂
上記の八聖殿に続いて、安達が故郷の熊本市に建立した円形建造物。八聖殿同様に熊本市民の精神修養施設として設置されたもので、内部に菊池武時・加藤清正・細川重賢の「肥後の三賢人」の像が安置される。現在は熊本市の管理下にある。